# Bride of the Regiment
Bride of the Regiment és una pel·lícula estatunidenca dirigida per John Francis Dillon, estrenada el 1930.

## Argument
Mentre estan sortint de l'església després del seu casament, el comte Adrian Beltrami i la comtessa Anna-Marie s'assabenten que els hússars austríacs, dirigits pel coronel Vultow, estan acostant-se a la ciutat per sufocar una rebel·lió d'insurgents aristocràtics. A petició de la núvia, Adrian fuig, però demana a Tangy, un tallador de siluetes, que es faci passar per ell i protegeixi Anna-Marie. Quan Adrian torna disfressat, és presentat a Vultow com a cantant i tallador de siluetes, però l'engany és descobert, i Vultow condemna Adrian a ser afusellat a menys que Anna-Marie se sotmeti a les seves exigències sexuals.
Frisós de salvar el seu marit, Anna-Marie mostra un retrat de la seva àvia a Vultow i explica per què la dona porta només una capa de mustela. La seva avantpassada va matar una vegada un home per protegir el seu honor, i la comtessa té por de ser forçada a fer el mateix. La pintura agafa vida i l'àvia d'Anna-Marie baixa de la foto i abraça Vultow, borratxo de xampany. Cau adormit i somnia que Anna-Marie gustosament es dona a ell, i quan desperta, ordena que Adrian sigui alliberat en la creença (errònia) que Anna-Marie és ara seva. Quan s'adona que no és el cas, marxa, i el comte i la comtessa es tornen a reunir.

## Repartiment
- Vivienne Segal: Comtessa Anna-Marie
- Allan Prior: Conte Adrian Beltrami
- Walter Pidgeon: Coronel Vultow
- Louise Fazenda: Teresa
- Myrna Loy: Sophie